# Moriguchi
Moriguchi (守口市, Moriguchi-shi) és una ciutat i municipi de la prefectura d'Osaka, a la regió de Kansai, Japó. Per causa de la seua proximitat, Moriguchi foma part de l'àrea metropolitana d'Osaka i és una ciutat dormitori d'aquesta. Importants companyies com Panasonic o Sanyo tenen la seua seu a Moriguchi.

## Geografia
La ciutat de Moriguchi es troba al nord de la prefectura d'Osaka, i està adscrita pel govern prefectural a la Regió de Kita-Kawachi o Kawachi nord, en record de l'antiga província i del districte on es trobava Moriguchi fins al 1946. El municipi de Moriguchi limita amb Osaka a l'oest, amb Settsu al nord, amb Neyagawa a l'est i amb Kadoma al sud.

## Història
Fins a l'era Meiji, l'àrea on actualment es troba el municipi de Moriguchi va pertànyer a la província de Kawachi. Des de 1889 fins a 1946 la vila de Moriguchi va pertànyer al ara desaparegut districte de Kitakawachi. L'actual ciutat de Moriguchi va ser fundada l'1 de novembre de 1946 mitjançant la fusió de la vila de Moriguchi i la vila de Sangō.

## Transport

### Ferrocarril
- Ferrocarril Elèctric Keihan
  - Estació de Takii
  - Estació de Doi
  - Estació de Moriguchi-shi
- Metro d'Osaka i Monocarril d'Osaka
  - Estació de Dainichi

### Carretera
- Autopista de Kinki
- Autopista de Hanshin
- Nacional 1
- Nacional 163

## Agermanaments
- Tōyō, prefectura de Kochi, Japó. (1981)
- Takashima, prefectura de Shiga, Japó. (1981)
- Katsuragi, prefectura de Wakayama, Japó. (2005)
- Nou Westminster, Colúmbia Britànica, Canadà. (1963)
- Zhongshan, província de Canton, RPX. (1988)